# Classe Somers
La classe Somers est le navire chef de file de classe  destroyers de 1 850 tonnes construits par les États-Unis entre 1935 et 1939 et retirés du service en 1946, peu de temps après la Seconde Guerre mondiale. Elle est basée sur la classe Porter. Sur les 5 navires construits, seul 1 a été perdu, le Warrington lors d'un ouragan dans la Caraïbe en 1944. Les deux premiers navires ont été construits au Federal Shipbuilding and Drydock Company (South Kearny, New Jersey) et les trois derniers au chantier naval Bath Iron Works dans le Maine.

## Description
Les navires de cette classe dispose de controversées chaudières à air enfermé à haute température provenant de celles installées lors de la modernisation du New Mexico (BB-40). Ce fut la première classe de destroyer américain à turbine à vapeur de 600 psi surchauffée à 850 °C, qui est devenue par la suite la norme pour les navires de guerre américains construits à la fin des années 1930 et la Seconde Guerre mondiale. Malgré le poids supplémentaire, les nouvelles chaudières permis l'utilisation de seulement un seul corps de cheminée pour les moteurs, ce qui permet de monter un troisième tube lance-torpilles.
Comme ceux de classe Porter, ils disposent de canons Mark 12 5"/38 de 127 mm. La protection anti-aérienne est initialement fournie par deux quad 1.1 mounts et quatre mitrailleuses de calibre .50. L'armement principal des Somers a été progressivement réduit et remplacé avec des supports à double usage au cours de la Seconde Guerre mondiale, avec l'armement anti-aérien remplacé par des Bofors 40 mm et canons de 20 mm Oerlikon.

## Liste des navires de la classe
- USS Somers (DD-381)
- USS Warrington (DD-383)
- USS Sampson (DD-394)
- USS Davis (DD-395)
- USS Jouett (DD-396)